# Pol-e Dokhtar
Pol-e Dokhtar (traduction française : Pont de la fille) est une ville du Lorestan, en Iran occidental, dans les Monts Zagros. Elle se trouve à plus ou moins 80 kilomètres au sud-ouest de Khorramabad, la capitale provinciale.
La ville est baignée par la rivière Qizil-Uzun, affluent principal du Karkheh.